# Kendrick Lamar

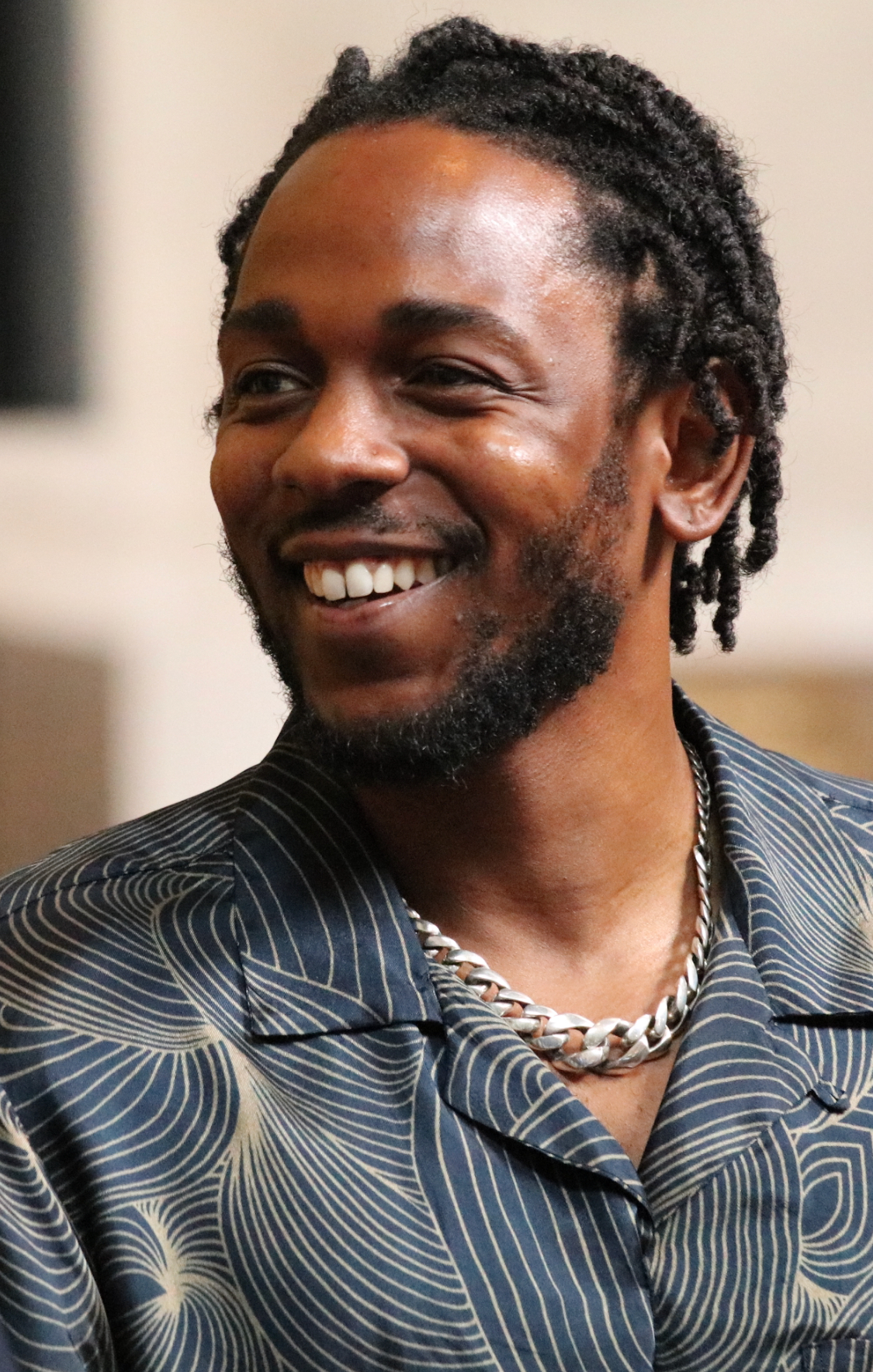
Kendrick Lamar (2018)

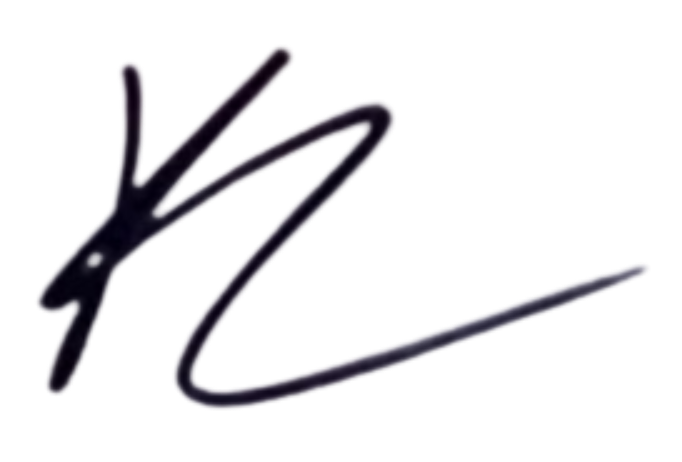

Kendrick Lamar (* 17. Juni 1987 in Compton, Kalifornien; bürgerlich Kendrick Lamar Duckworth), auch bekannt unter seinen Pseudonymen „K.Dot“, „Cornrow Kenny“ und „Kung Fu Kenny“, ist ein US-amerikanischer Rapper und Songwriter.

## Leben und Karriere
Kendrick Lamars Eltern zogen vor seiner Geburt nach Compton, da sein Vater Kenny Duckworth in Chicago seiner Vergangenheit bei der berüchtigten Streetgang Gangster Disciples entfliehen wollte. Seine Mutter fand zwar einen Job bei McDonald’s und sein Vater arbeitete bei KFC, dennoch fiel es dem Paar schwer, in der neuen Umgebung Fuß zu fassen. Seine Kindheit verbrachte Lamar in prekären Verhältnissen; als kleiner Junge bekam er mit, dass sein Vater weiterhin „auf der Straße“ arbeitete, um für die kleine Familie sorgen zu können, und einige seiner Onkel mütterlicherseits gehörten zu den Compton Crips. Die Nachbarschaft, in der er aufwuchs, war wie ganz Compton geprägt von Ganggewalt. So gehörten einige seiner Freunde sowohl zu den Bloods als auch zu den konkurrierenden Crips. Er selbst wurde nie Mitglied einer Gang.
Mit neun Jahren verfolgte Lamar die Videoaufnahmen zu California Love, einem Titel von Dr. Dre und Tupac Shakur, was ihn dazu brachte, sich intensiver mit Rap zu beschäftigen. An der Centennial High School, die Lamar besuchte, war Jahre zuvor auch schon André Romell Young – alias Dr. Dre, mit dem er später mehrfach zusammenarbeiten sollte.
2009 schloss er sich mit seinen Rap-Kollegen und Freunden Schoolboy Q, Jay Rock und Ab-Soul zur Hip-Hop-Gruppe Black Hippy zusammen, die alle beim Label Top Dawg Entertainment unter Vertrag standen, jedoch vorerst kein Album aufnahmen.
Erstmals rückte er nach der Veröffentlichung des Mixtapes Overly Dedicated im Jahr 2010 ins Blickfeld der Szene. 2011 wurde sein Album Section.80, das exklusiv auf iTunes veröffentlicht wurde, eines der erfolgreichsten Hip-Hop-Alben des Jahres. Er arbeitete unter anderem mit Snoop Dogg, Dr. Dre, Emeli Sandé, Wiz Khalifa, Eminem, The Game, Drake, Busta Rhymes, Lady Gaga, SZA und Tech N9ne zusammen.
Am 22. Oktober 2012 erschien sein zweites Studioalbum Good Kid, M.a.a.d. City. Es enthält unter anderem Produktionen von Dr. Dre, Just Blaze, Pharrell Williams, Hit-Boy, Scoop DeVille und T-Minus. Das Album erreichte Platz 2 in den USA und konnte sich auch international in den Charts platzieren. Es erhielt viele positive Kritiken und wurde vielfach als Meisterwerk bezeichnet. Bei den Grammy Awards 2014 erhielt Lamar insgesamt 7 Nominierungen.
Nach einer längeren Pause ohne eigene Veröffentlichungen erschien im September 2014 die Single i. In den USA war sie nur durchschnittlich erfolgreich, international war sie aber Lamars bisher größter Erfolg, unter anderem mit Top-40-Platzierungen in Großbritannien, Neuseeland und Dänemark. Bei den Grammy Awards 2015 erhielt er dafür die Auszeichnung für die beste Rap-Darbietung des Jahres. Sein drittes Album To Pimp a Butterfly wurde am 16. März 2015 eine Woche vor dem geplanten Termin veröffentlicht. Es erhielt überwältigenden Beifall, speziell für seine sozialkritischen Texte über Themen wie Rassismus, Polizeigewalt, Depression und Selbstliebe. Lamar selbst wurde als Poet gefeiert. Bei den Grammy Awards 2016 erhielt er insgesamt vier Auszeichnungen: für die beste Zusammenarbeit – Rap/Gesang des Jahres, für die beste Rap-Darbietung des Jahres, das beste Rap-Album und für den besten Rap-Song des Jahres. Er war insgesamt in elf unterschiedlichen Kategorien nominiert worden.

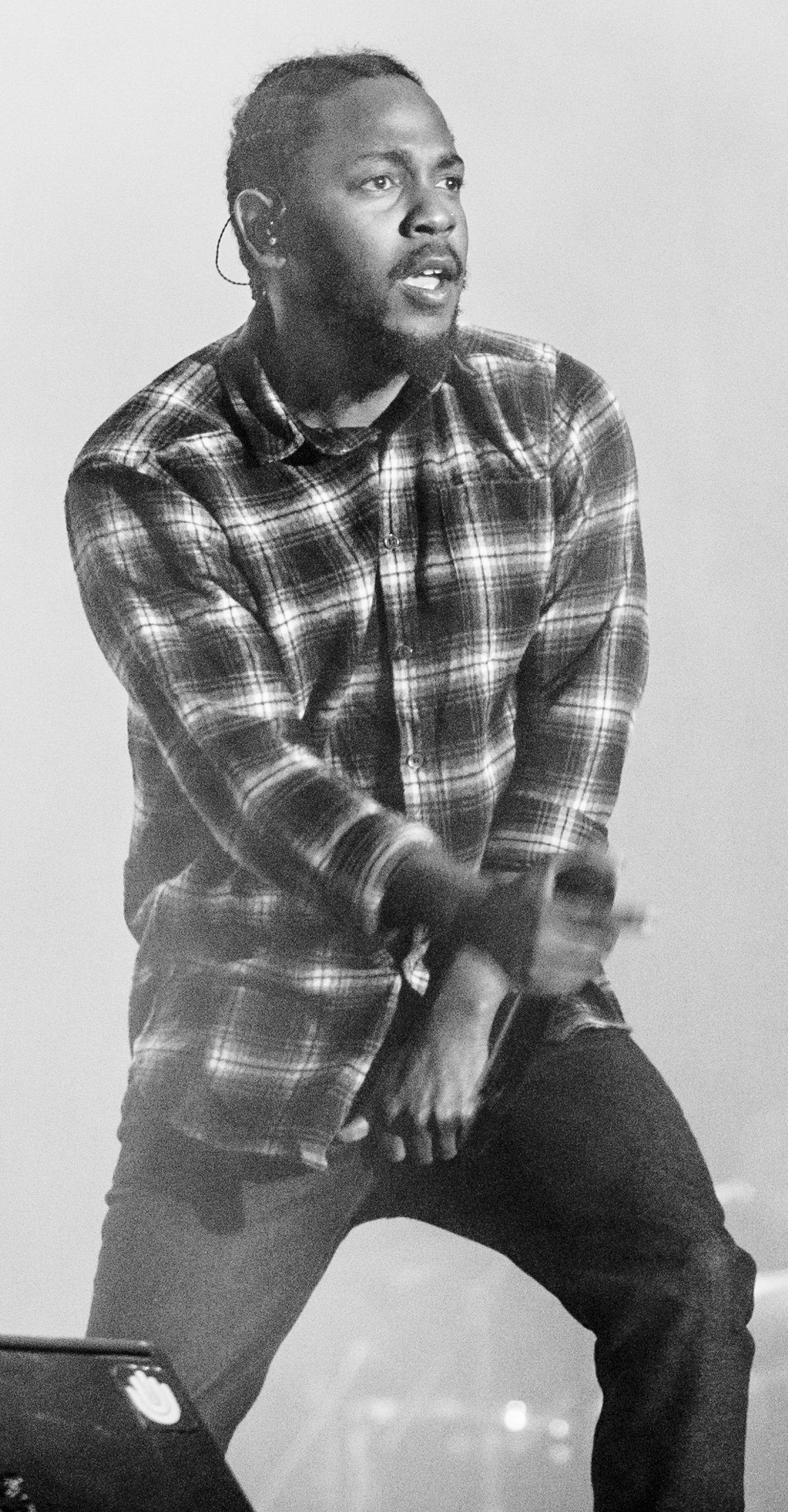
Kendrick Lamar (2016)

Am 23. März 2017 erschien das Lied The Heart Part 4 (vorerst exklusiv auf Apple Music), mit dem er sein neues Album ankündigte. Eine Woche später erschien mit Humble die erste Single seines kommenden Albums, deren Musikvideo 30 Millionen Aufrufe nach nur einer Woche erreichte. Humble war Lamars erster Nummer-eins-Hit in den USA und damit seine bisher erfolgreichste Single. Am 14. April 2017 erschien das vierte Studioalbum Damn. Erneut erntete Lamar viele positive Kritiken. So erschien das Album, ebenso wie seine Vorgänger, an der Spitze oder zumindest in den Top 5 zahlreicher Bestenlisten des Jahres. Am 13. Juli wurde bekanntgegeben, dass Damn. Doppelplatin in den USA erreicht hat, was für Kendrick Lamar seinen bisher größten kommerziellen Erfolg darstellt. Bei den Grammy Awards 2018 gewann er mit dem Album und den darauf enthaltenen Songs Humble und Loyalty alle vier Auszeichnungen in der Sparte Rap sowie einen fünften Grammy für das Video zu Humble.
2017 brachte er seine eigene Schuh-Kollektion in Kollaboration mit Reebok heraus.
Zusammen mit Anthony Tiffith produzierte Lamar Black Panther: The Album, den Soundtrack für den von Marvel Studios produzierten Science-Fiction-Actionfilm Black Panther, der 2018 in die Kinos kam. Die Lieder All the Stars, King’s Dead und Pray for Me wurden zudem als Single-Auskopplungen veröffentlicht. Das Album stieg auf Platz 1 in die Billboard-Charts ein und wurde bei den American Music Awards 2018 als bester Soundtrack ausgezeichnet; weitere Nominierungen des Albums beziehungsweise des Lieds All the Stars unter anderem für einen Golden Globe, einen Oscar und diverse Grammys folgten.
Lamar gewann 2018 für sein Album Damn als erster Rapper den Pulitzer-Preis für Musik, da – so die Begründung der Jury – das Album „eindringliche Momentaufnahmen, die die Komplexität des modernen afro-amerikanischen Lebens einfangen“, biete. Im selben Jahr wurde er in die Academy of Motion Picture Arts and Sciences berufen, die jährlich die Oscars vergibt. 2019 steuerte er Vocals zum Album The Risky Sets von Westbam bei.
Kendrick Lamar veröffentlichte am 13. Mai 2022 sein fünftes Album Mr. Morale & the Big Steppers.
Im Sommer 2024 veröffentlichte Kendrick Lamar den Disstrack „Not Like Us“, der gegen Drake gerichtet ist.
Am 22. November 2024 erschien sein sechstes Studioalbum GNX. Am 3. Dezember kündigte Lamar eine Stadiontour für 2025 mit der Sängerin SZA an.
Mit seinem Song Not Like Us gewann Kendrick Lamar die maximal mögliche Zahl an Preisen bei den Grammy Awards 2025: Song und Single des Jahres, Rap-Song und Rap-Darbietung des Jahres und durch seine Beteiligung bei der Regie auch Musikvideo des Jahres ergaben 5 Grammys, was ihn auf eine Summe von 22 Awards in seiner Karriere brachte.
Am 9. Februar 2025 trat er – nach 2022 zum zweiten Mal – in der Super Bowl LIX Halftime Show auf.

### Persönliches
2015 verlobte er sich mit seiner langjährigen Freundin Whitney Alford. Berichten zufolge kam am 26. Juli 2019 die erste gemeinsame Tochter zur Welt.
Kendrick Lamar ist Cousin des NBA-Spielers Nick Young sowie des Rappers Baby Keem, mit dem er bereits wiederholt zusammengearbeitet hat.
Seit einer schlechten Erfahrung als Teenager hat er aufgehört, Cannabis zu konsumieren, und trinkt außerdem keinen Alkohol mehr.
Er ist gläubiger Christ, was sowohl in Interviews, als auch in zahlreichen Songs zum Ausdruck kommt. In seinem Studioalbum Damn sind Glaube und Gottesfürchtigkeit zentrale Motive. Er konvertierte nach dem gewaltsamen Tod eines Freundes, was er unter anderem in dem Song Sing About Me, I’m Dying of Thirst thematisiert. Im Jahr 2013 ließ er sich taufen.
Im Januar 2016 traf sich Kendrick Lamar mit dem damaligen US-Präsidenten Barack Obama im Weißen Haus, um dessen Initiative My Brother’s Keeper zu diskutieren. Sie sprachen außerdem über soziale Probleme in vernachlässigten städtischen Regionen und deren mögliche Lösungsansätze. Obama hatte Lamars How Much a Dollar Cost zuvor seinen Lieblingssong des Jahres 2015 genannt.

## Diskografie
Studioalben

| Jahr | Titel Musiklabel                                           | Höchstplatzierung, Gesamtwochen, AuszeichnungChartplatzierungen (Jahr, Titel, Musiklabel, Platzierungen, Wochen, Auszeichnungen, Anmerkungen) | Höchstplatzierung, Gesamtwochen, AuszeichnungChartplatzierungen (Jahr, Titel, Musiklabel, Platzierungen, Wochen, Auszeichnungen, Anmerkungen) | Höchstplatzierung, Gesamtwochen, AuszeichnungChartplatzierungen (Jahr, Titel, Musiklabel, Platzierungen, Wochen, Auszeichnungen, Anmerkungen) | Höchstplatzierung, Gesamtwochen, AuszeichnungChartplatzierungen (Jahr, Titel, Musiklabel, Platzierungen, Wochen, Auszeichnungen, Anmerkungen) | Höchstplatzierung, Gesamtwochen, AuszeichnungChartplatzierungen (Jahr, Titel, Musiklabel, Platzierungen, Wochen, Auszeichnungen, Anmerkungen) | Anmerkungen                                                  |
| Jahr | Titel Musiklabel                                           | DE | AT | CH | UK | US | Anmerkungen                                                  |
| ---- | ---------------------------------------------------------- | --- | --- | --- | --- | --- | ------------------------------------------------------------ |
| 2011 | Section.80 Top Dawg Entertainment                          | — | — | — | UK— SilberUK | US113 Gold · (3 Wo.)US | Erstveröffentlichung: 2. Juli 2011 Verkäufe: + 567.500       |
| 2012 | Good Kid, M.A.A.D City Aftermath / Interscope (UMG)        | DE47 Gold · (5 Wo.)DE | AT— PlatinAT | CH38 (6 Wo.)CH | UK16 Platin · (34 Wo.)UK | US2 ×3Dreifachplatin · (… Wo.)US | Erstveröffentlichung: 22. Oktober 2012 Verkäufe: + 3.913.500 |
| 2015 | To Pimp a Butterfly Aftermath / Interscope (UMG)           | DE7 (… Wo.)DE | AT15 Gold · (8 Wo.)AT | CH3 (18 Wo.)CH | UK1 Platin · (40 Wo.)UK | US1 Platin · (171 Wo.)US | Erstveröffentlichung: 16. März 2015 Verkäufe: + 1.657.500    |
| 2017 | Damn. Aftermath / Interscope (UMG)                         | DE6 Gold · (… Wo.)DE | AT6 Platin · (29 Wo.)AT | CH3 (65 Wo.)CH | UK2 Platin · (71 Wo.)UK | US1 ×3Dreifachplatin · (… Wo.)US | Erstveröffentlichung: 14. April 2017 Verkäufe: + 4.540.000   |
| 2022 | Mr. Morale & the Big Steppers Aftermath / Interscope (UMG) | DE3 (22 Wo.)DE | AT2 (13 Wo.)AT | CH2 (37 Wo.)CH | UK2 Gold · (37 Wo.)UK | US1 (91 Wo.)US | Erstveröffentlichung: 13. Mai 2022 Verkäufe: + 1.063.000     |
| 2024 | GNX pgLang / Interscope (UMG)                              | DE4 (… Wo.)DE | AT2 (29 Wo.)AT | CH2 (28 Wo.)CH | UK1 Gold · (27 Wo.)UK | US1 (… Wo.)US | Erstveröffentlichung: 22. November 2024 Verkäufe: + 233.500  |

## Tourneen
- Good Kid, M.A.A.D City Tour (2013)
- Kunta’s Groove Sessions (2015)
- The Damn Tour (2017–2018)
- The Championship Tour (mit Top Dawg Entertainment) (2018)
- The Big Steppers Tour (2022–2023)
- Grand National Tour (2025)

## Auszeichnungen
- BET Awards
  - 2012: in der Kategorie Lyricist of the Year
  - 2013: in der Kategorie Best New Artist
  - 2013: in der Kategorie Best Male Hip-Hop Artist
  - 2013: in der Kategorie MVP of the Year
  - 2013: in der Kategorie Beste Zusammenarbeit für „Fuckin’ Problems“
  - 2013: in der Kategorie Album of the Year für „good kid, m.A.A.d. city“
  - 2013: in der Kategorie Lyricist of the Year
  - 2014: in der Kategorie Lyricist of the Year
  - 2014: in der Kategorie Sweet 16 für „Control“
  - 2015: in der Kategorie Lyricist of the Year
  - 2015: in der Kategorie Best Live Performer
  - 2015: in der Kategorie Best Hip-Hop Video für „Alright“
  - 2015: in der Kategorie Impact Track für „Alright“
  - 2015: in der Kategorie Best Male Hip-Hop Artist
  - 2016: in der Kategorie Lyricist of the Year
  - 2016: in der Kategorie Sweet 16 für „Freedom“
  - 2017: in der Kategorie Best Male Hip-Hop Artist
  - 2022: in der Kategorie Best Male Hip-Hop Artist
  - 2022: in der Kategorie Video of the Year mit Family Ties (zusammen mit Baby Keem)
  - 2023: in der Kategorie Best Male Hip-Hop Artist
  - 2024: in der Kategorie Best Male Hip-Hop Artist

- Brit Awards
  - 2018: in der Kategorie International Male Solo Artist

- Grammy Awards[44]
  - 2015: in der Kategorie Best Rap Performance für „i“
  - 2015: in der Kategorie Best Rap Song für „i“
  - 2016: in der Kategorie Best Rap Album für „To Pimp a Butterfly“
  - 2016: in der Kategorie Best Rap Performance für „Alright“
  - 2016: in der Kategorie Best Rap Song für „Alright“
  - 2016: in der Kategorie Best Rap/Sung Performance für „These Walls feat. Bilal, Anna Wise & Thundercat“
  - 2016: in der Kategorie Best Music Video für „Bad Blood“
  - 2018: in der Kategorie Best Rap Album für „Damn“
  - 2018: in der Kategorie Best Rap Performance für „Humble“
  - 2018: in der Kategorie Best Rap Song für „Humble“
  - 2018: in der Kategorie Best Rap/Sung Collaboration für „Loyalty feat. Rihanna“
  - 2018: in der Kategorie Best Music Video für „Humble“
  - 2019: in der Kategorie Best Rap Performance für „King’s Dead“
  - 2022: in der Kategorie Best Rap Performance für „Family Ties“
  - 2023: in der Kategorie Best Rap Album für „Mr. Morale & the Big Steppers“
  - 2023: in der Kategorie Best Rap Performance für „The Heart Part 5“
  - 2023: in der Kategorie Best Rap Song für „The Heart Part 5“
  - 2025: in der Kategorie Best Music Video für „Not Like Us“
  - 2025: in der Kategorie Best Rap Song für „Not Like Us“
  - 2025: in der Kategorie Best Rap Performance für „Not Like Us“
  - 2025: in der Kategorie Song Of The Year für „Not Like Us“
  - 2025: in der Kategorie Record Of The Year für „Not Like Us“

- Juno Awards
  - 2018: in der Kategorie International Album of the Year für Damn

- MTV Video Music Awards
  - 2015: in der Kategorie Video of the Year
  - 2015: in der Kategorie Best Collaboration
  - 2015: in der Kategorie Best Direction für „Alright“
  - 2015: in der Kategorie Best Cinematography für „Never Catch Me“
  - 2017: in der Kategorie Video of the Year für „Humble“
  - 2017: in der Kategorie Best Hip Hop für „Humble“
  - 2017: in der Kategorie Best Cinematography für „Humble“
  - 2017: in der Kategorie Best Direction für „Humble“
  - 2017: in der Kategorie Best Art Direction für „Humble“
  - 2017: in der Kategorie Best Video Effects für „Humble“

- MTV Europe Music Awards
  - 2015: in der Kategorie Bester Song für „Bad Blood“
  - 2017: in der Kategorie Best Video für „Humble“

- Soul Train Music Awards
  - 2013: in der Kategorie Album des Jahres für „Good Kid, M.a.a.d. City“
  - 2015: in der Kategorie Bester Hip-Hop-Song für „Alright“

- Teen Choice Award
  - 2015: in der Kategorie Choice Music: Break-Up Song für „Bad Blood“
  - 2015: in der Kategorie Choice Music: Collaboration für „Bad Blood“

- Pulitzer-Preis/Musik
  - 2018: für Damn[45]